# Jux (Spiegelberg)
Jux ist ein Dorf und ein Gemeindeteil von Spiegelberg im Rems-Murr-Kreis.

## Geographische Lage

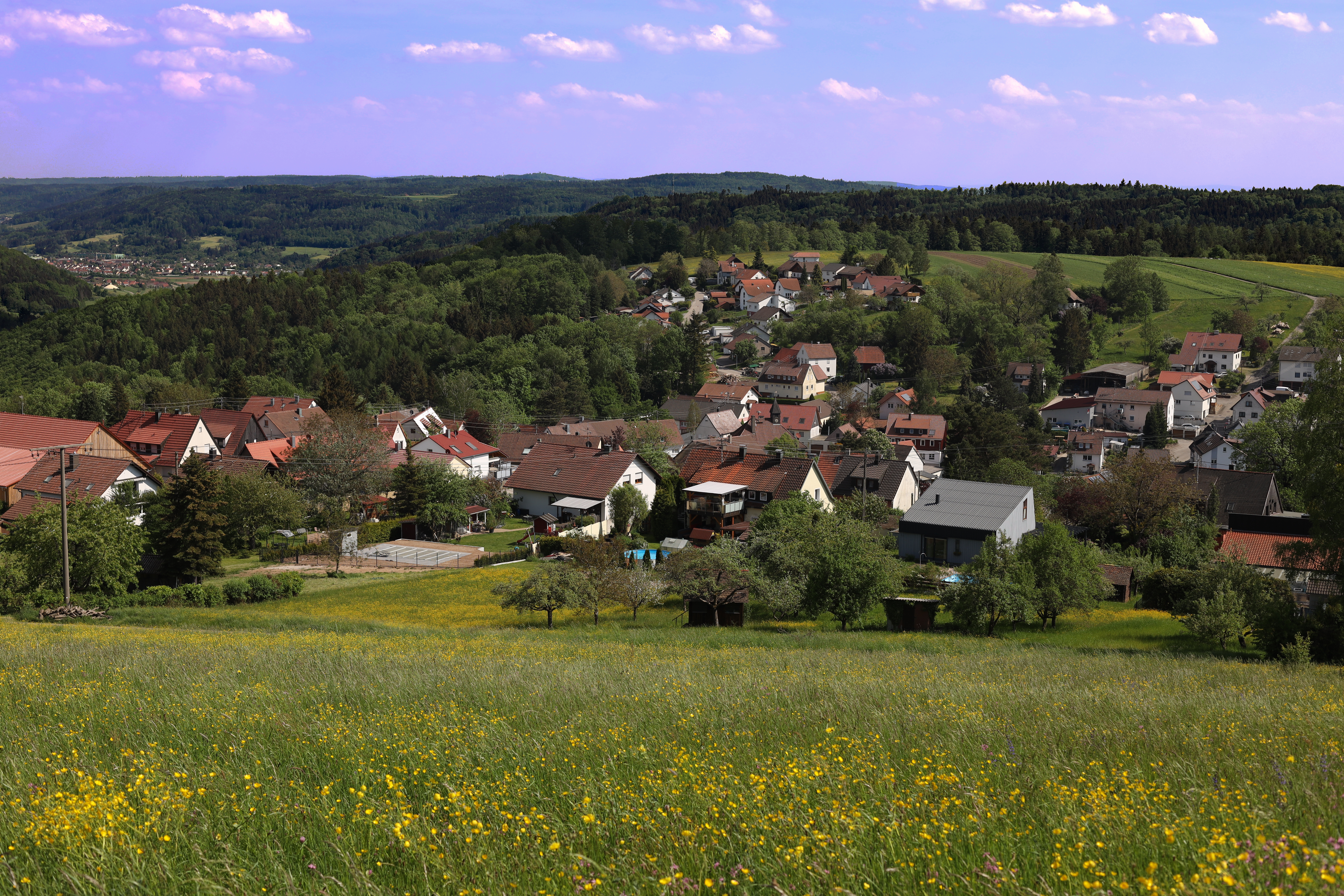
Das Dorf Jux

Das Dorf Jux liegt, jeweils in Luftlinie, etwa einen Kilometer südwestlich der Ortsmitte des Gemeindesitzes Spiegelberg und etwa 24 Kilometer nordnordöstlich der Kreisstadt Waiblingen in den südwestlichen Löwensteiner Bergen, einem Teilnaturraum der Schwäbisch-Fränkischen Waldberge. Es ist der einzige Siedlungsplatz im Gemeindeteil.
Der Ort steht in einer Höhe von etwa 455–490 m ü. NHN auf dem Sattel zwischen dem 533,2 m ü. NHN hohen Juxkopf mit dem Juxkopfturm im Norden und dem 489,3 m ü. NHN hohen Gerstenberg im Süden sowie an den beidseitigen Berganstiegen. In landschaftstypischen kurzen und steilen, nahe dem Ortszentrum einsetzenden Klingen läuft im Osten der Lochklingenbach zur „Spiegelberger“ Lauter, im Westen entwässert der Brunnenklingenbach über den Nassachbach zur Winterlauter, die aus deren größtem Nebental im Südosten der Lauter zufließt.
Das Dorf steht auf Stubensandstein (Löwenstein-Formation) im Untergrund, der auch den Großteil der beiden Berge und ihrer Abhänge einnimmt, ausgenommen insbesondere den Gipfel des Juxkopfes, der über den Knollenmergel (Trossingen-Formation) bis in den Schwarzjura aufragt. Südsüdwestlich des Dorfes liegt wenig über der Mündung des Nassachbachs in die Winterlauter am Unterhang des Gerstenberges der Wetzsteinstollen, wo bis 1923 bergmännisch Wetzsteine im Kieselsandstein (Hassberge-Formation) abgebaut wurden.

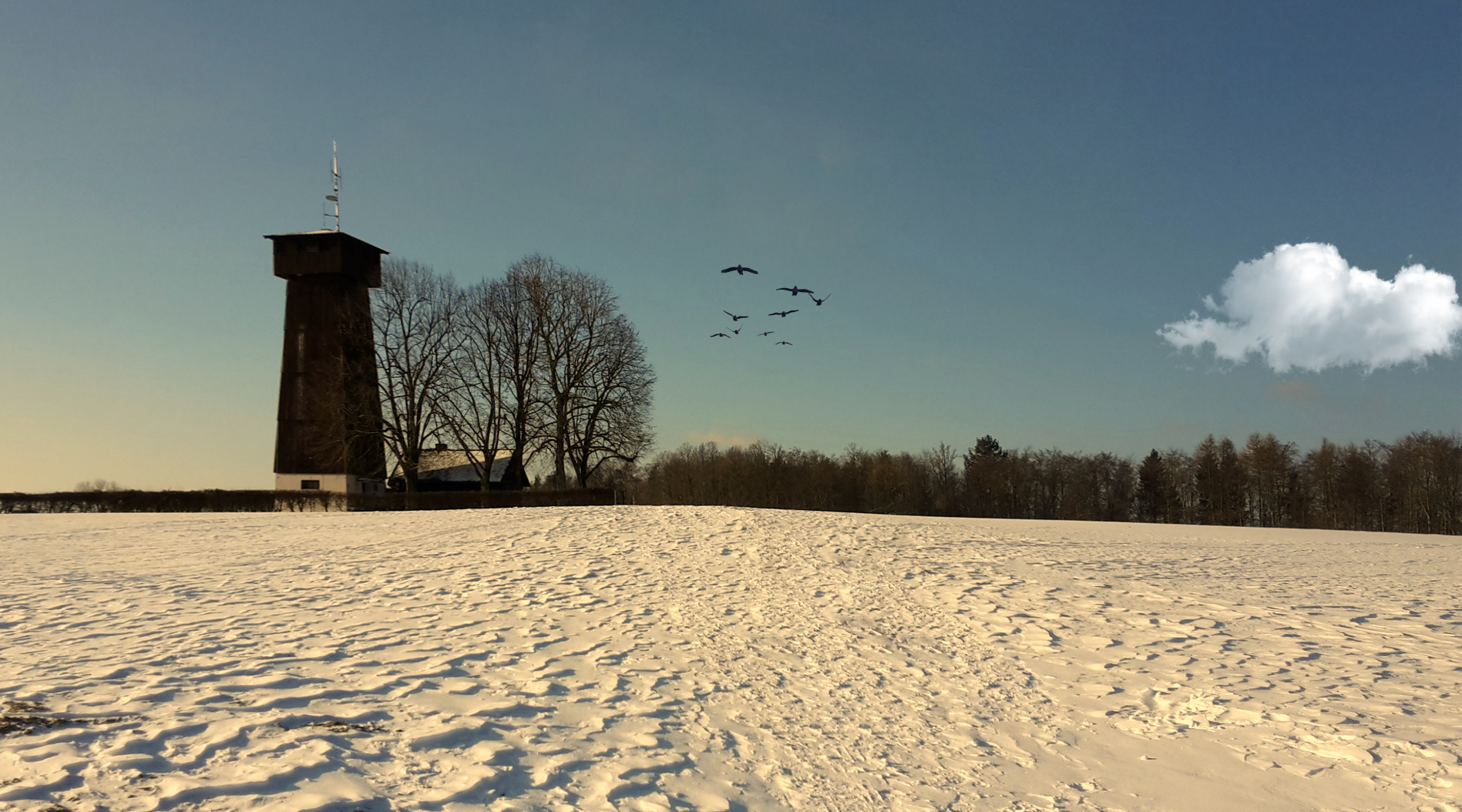
Aussichtsturm auf dem Juxkopf

Die Jux erschließende K 1821 führt von Spiegelberg kommend über den Juxer Sattel und am Wetzsteinstollen vorbei ins Winterlautertal. Eine Gemeindestraße geht im Ort von dieser ab nach dem ebenfalls zu Spiegelberg gehörenden Weiler Hüttlen im Norden.

## Geschichte
Die älteste namentliche Erwähnung von Jux im Zusammenhang mit Güterbesitz des Stifts Backnang datiert auf das Jahr 1245. Die älteste Namensform ist Juchs. 1254 wird der Ort villa Juchez und um 1260 als villa quod dicitur Juchese („Dorf, das Juchese genannt wird“) erwähnt. Um 1255 wurde der Ort dem Kloster Mariental (Steinheim an der Murr) gestiftet. Zwischen 1348 und um 1700, als Jux im Zusammenhang mit der Gründung einer Glasfabrik Jux neu angelegt wurde, liegen keine Erwähnungen des Ortes vor. Bis 1797 gehörte Jux zum Oberamt Marbach und kam dann zum Stabsamt Spiegelberg, das 1807 zum Oberamt Backnang kam, und wurde 1820 eine selbstständige Gemeinde. Zur Gemeinde Jux gehörte lediglich das Dorf Jux. Am 1. September 1971 wurde die Gemeinde mit einer Fläche von 2,67 km² nach Spiegelberg eingemeindet.

## Politik
Bei der Landtagswahl 2021 fiel Spiegelberg als einzige Gemeinde in Baden-Württemberg auf, die die Partei Alternative für Deutschland als stärkste Partei mit 21,7 % wählte.
Besonders deutlich war das Ergebnis im Ortsteil Jux, in dem 32,45 % der Wähler für die AfD stimmten.